# Aspidhampsonia villiersi
Aspidhampsonia villiersi là một loài bướm đêm trong họ Noctuidae.